# ジャン＝ピエール&リュック・ダルデンヌ
ジャン＝ピエール&リュック・ダルデンヌは、ダルデンヌ兄弟として知られる、兄のジャン＝ピエール・ダルデンヌ （Jean-Pierre Dardenne, 1951年4月21日 - ） と弟のリュック・ダルデンヌ （Luc Dardenne, 1954年3月10日 - ） の二人の兄弟からなるベルギーの映画監督。

## 来歴
1951年4月21日に兄のジャン＝ピエールが、1954年3月10日に弟のリュックがリエージュ近郊で生まれた。ジャン＝ピエールは舞台演出家を志してブリュッセルへ移り、兄弟は同地で出会ったアルマン・ガッティに影響を受けた。その後、原発で働いた資金で機材を購入。1974年以降、都市計画などの社会問題を映したドキュメンタリーを製作した。1978年、初監督作品となったドキュメンタリー『Le Chant du Rossignol』を発表。その後も様々なテーマでドキュメンタリーを製作した。
1987年、ルネ・カリスキーの戯曲を基にした初の長編劇映画『Falsch （ファルシュ）』を発表。2作目の『'Je pense à vous （あなたを思う）』（1992年）は製作サイドの圧力により満足できる完成度に至らなかった。1996年、束縛されない環境で製作した3作目の『イゴールの約束』を発表。第49回カンヌ国際映画祭の監督週間部門に出品されるなど、世界的な注目を集めた。
1999年、『ロゼッタ』で第52回カンヌ国際映画祭パルム・ドールを受賞。主演の新人エミリー・ドゥケンヌにも同映画祭女優賞をもたらした。
2002年の『息子のまなざし』では常連俳優のオリヴィエ・グルメを初めて主演で起用し、第55回カンヌ国際映画祭の男優賞をもたらした。
2005年、『ある子供』でカンヌ国際映画祭パルム・ドールを受賞。同賞を2度受賞した5組目の監督となった。
さらに2008年の『ロルナの祈り』は第61回カンヌ国際映画祭で脚本賞、2011年の『少年と自転車』は第64回カンヌ国際映画祭でグランプリを受賞、映画祭史上初の5作品連続の主要部門受賞を達成した。
2014年、マリオン・コティヤールを起用した『サンドラの週末』が第67回カンヌ国際映画祭に出品されたが、自身初の無冠に終わった。しかし、主演のマリオン・コティヤールの演技は絶賛され、第49回全米映画批評家協会賞の主演女優賞や第80回ニューヨーク映画批評家協会賞の主演女優賞などの映画賞を多数受賞し、第87回アカデミー賞では主演女優賞にノミネートされた。
2019年、『その手に触れるまで』で第72回カンヌ国際映画祭の監督賞を受賞した。
2022年、『トリとロキタ』で、第75回カンヌ国際映画祭の第75回記念賞を受賞した。

## 監督作品
- Le chant du rossignol （1978年） ドキュメンタリー
- Lorsque le bateau de Léon M. descendit la Meuse pour la première fois （1979年） 短編ドキュメンタリー
- Pour que la guerre s'achève, les murs devaient s'écrouter （1980年） ドキュメンタリー
- R... ne répond plus （1981年） ドキュメンタリー
- Leçons d'une université volante （1982年） 中編
- Regard Jonathan/Jean Louvet, son oeuvre （1983年） ドキュメンタリー
- Il court, il court, le monde （1987年） 短編
- Falsch （1987年）
- あなたを想う Je pense à vous （1992年）
- イゴールの約束（英語版） La Promesse （1996年）
- ロゼッタ Rosetta （1999年）
- 息子のまなざし Le Fils （2002年）
- ある子供 L'Enfant （2005年）
- 暗闇 Dans l'obscurité （2007年） オムニバス『それぞれのシネマ』の一篇
- ロルナの祈り Le silence de Lorna （2008年）
- 少年と自転車 Le gamin au vélo （2011年）
- サンドラの週末 Deux jours, une nuit （2014年）
- 午後8時の訪問者 La Fille Inconnue（2016年）[2]
- その手に触れるまで Le jeune Ahmed （2019年）
- トリとロキタ（フランス語版） Tori et Lokita （2022年）